# Епархия Энгативы

Герб епархии Энгативы

Епархия Энгативы (лат. Dioecesis Engativensis) — епархия Римско-Католической церкви с центром в городе Энгатива, Колумбия. Епархия Энгативы входит в митрополию Боготы. Кафедральным собором епархии Энгативы является церковь святого Иоанна Крестителя.

## История
6 августа 2003 года Римский папа Иоанн Павел II выпустил буллу «Ad efficacius providendum», которой учредил епархию Энгативы, выделив её из архиепархии Боготы.

## Ординарии епархии
- епископ Héctor Luis Gutiérrez Pabón (6.08.2003 — по настоящее время).

## Источник
- Annuario Pontificio, Libreria Editrice Vaticana, Città del Vaticano, 2003, ISBN 88-209-7422-3
- Булла Ad efficacius providendum  (лат.)